# Цутіноко

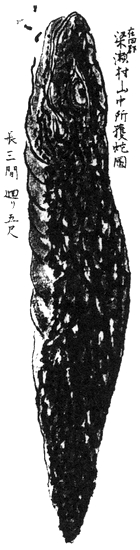

Цутіноко (яп. ツチノコ або 槌の子) — легендарна змієподібна істота (криптид) з Японії. Назва «цутіноко» поширене у Західній Японії, у тому числі у регіонах Кансай і Сікоку; істота відома також як «Баті Хебі» (バチヘビ) у Північно-Східній Японії.
Цутіноко описують як істоти від 30 і 80 сантиметрів у довжину, схожі на змію, але з центральною частиною тулуба набагато ширше, ніж його голова та хвіст, і як має ікла і отрута, подібний гадюці. Деякі звіти також описують здатність цутіноко стрибати на відстань до метра.
За легендами, деякі цутіноко мають здатність говорити і схильністю до брехні, а також мають пристрасть до алкоголю. Легенди повідомляють і про те, що іноді вони проковтують свій власний хвіст, утворюючи подобу кола та котячись у такому стані (можливо, відсилання до символу уробороса). Повідомлення про спостереження цутіноко в Японії відомі з давніх часів і продовжують надходити донині, однак немає ніяких доказів реальності його існування.